# Campi (Norcia)
Campi è una frazione del comune di Norcia (PG).

## Geografia
Situato in Umbria, Campi è un piccolo borgo medievale che si trova a circa 711 m s.l.m.; distante 11 km da Norcia, si sviluppa su di un sinclinale preappenninico di fronte alla catena del Parco Nazionale dei Monti Sibillini e immerso nell'ampio panorama della valle Castoriana. Secondo i dati del censimento Istat 2001, è popolato da 172 abitanti.

## Economia e manifestazioni
L'agricoltura e la coltivazione della lenticchia, in particolare, e del farro costituiscono un'importante voce dell'economia locale. Da segnalare anche la presenza nella zona del tartufo nero di Norcia e di attività industriali legate alla preparazione dei salumi tipici di Norcia, in particolare il prosciutto IGP.
Il fatto di essere inserito all'interno di un parco nazionale, inoltre, ha permesso lo sviluppo di diverse attività turistiche.
È attiva dal 1982 la Pro loco Campi che, contando numerosi soci e simpatizzanti, organizza si può dire tutte le manifestazioni e ricorrenze insieme alla locale Comunanza agraria. Da ricordare i due appuntamenti più importanti: "Il Castello del Gusto", rassegna di gastronomia e cultura (1º fine settimana di agosto), e Festa della Madonna della Croce (1º fine settimana di settembre).

## Monumenti e luoghi d'interesse
- Chiesa di San Salvatore (1115), crollata in seguito al sisma del 26 ottobre 2016.
- Madonna con San Giuseppe di Jacopo Siculo (1507);
- Chiesa di San Lorenzo
- Chiesa di Santa Lucia
- Chiesa di Sant'Andrea, le cui logge sono state distrutte dal sisma del 30 ottobre 2016.
- Chiesa di Santa Maria di Piazza (1351)
- Chiesa della Madonna del Condotto
- Chiesa di Santa Maria delle Grazie, crollata in seguito al sisma del 26 ottobre 2016.

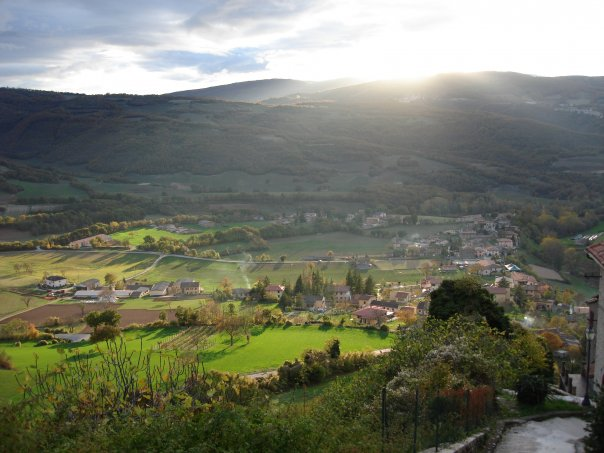
Veduta dall'alto di Campi Basso, all'interno della Valle Castoriana